# Исмаганбетов, Суюндук Маненович
Суюнду́к Мане́нович Исмаганбе́тов (род. 15 марта 1938, с. Наурыз, Айыртауский район, Северо-Казахстанская область, Казахская ССР, СССР) — колхозник, водитель и комбайнёр совхоза «Червонный» Рузаевского района Кокчетавской области, Казахская ССР. Герой Социалистического Труда (1967). Депутат Верховного Совета Казахской ССР.

## Биография
Родился в 1938 году в крестьянской семье в селе Наурыз Айыртауского района Северо-Казахстанской области.
С 1956 года трудился водителем на автобазе № 11 Володарского района. С 1957 года — водитель, комбайнёр, главный агроном в совхозе «Червонный» Рузаевского района.
Будучи водителем в совхозе, во время уборки урожая садился за руль комбайна. В 1964 году работая на комбайне СК-4, за две недели убрал 290 гектаров пшеницы и намолотил 4640 центнеров зерна. В 1965 году в течение 18 дней убрал пшеницу на площади 380 гектаров и намолотил 3040 центнеров зерновых. В 1967 году намолотил 11879 центнеров пшеницы, убрав 664 гектаров пшеничного поля. В 1967 году удостоен звания Героя Социалистического Труда «за достигнутые успехи в увеличении производства и заготовок зерна в 1966 году».
Неоднократно участвовал во Всесоюзной выставке ВДНХ, где получил бронзовую и серебряную медаль.
Окончил Целиноградский сельскохозяйственный институт, после чего работал главным агрономом в совхозе «Червонный». Обучался в Московской академии общественных наук при ЦК КПСС (1979—1981).
С 1981 по 1983 год — заместитель председателя Володаровского райисполкома и с 1983 года — председатель районного комитета народного контроля.
Дважды избирался депутатом Верховного Совета Казахской ССР.
В 1997 году вышел на пенсию. На 2014 год проживал в городе Кокшетау.
Награды
- Герой Социалистического Труда — указом Президиума Верховного Совета СССР от 19 апреля 1967 года
- Орден Ленина — дважды
- Орден Октябрьской Революции
- Заслуженный работник сельского хозяйства Казахской ССР
- Почётный гражданин города Кокшетау